# 米奇·道爾
米爾徹斯羅·「米奇·道爾」·庫濟克（英語：Mieczyslaw "Mickey Doyle" Kuzik）是HBO電視劇《酒私風雲》中的虛構角色，由保羅·斯帕克斯飾演。此角色是根據真實的波蘭裔美國黑幫米奇·達菲而創作出來的。
米奇是禁酒時期在大西洋城的黑幫。在首兩季中，他是哈林酒老大Chalky White的主要對手。他以其獨特的鼻音笑聲，並且擔當喜劇調劑而聞名。

## 登場

### 第一季
在第一季的第一集中，米奇被介紹為一名波蘭裔美國黑幫，在禁止出售酒精的沃爾斯泰德法通過之後試圖建立自己在非法酒精貿易中的權力。他透露他的真名是米爾徹斯羅·庫濟克（Mieczyslaw Kusik），而他改名為「米奇·道爾」（Mickey Doyle），以愛爾蘭裔美國人的身份生活。他會見了大西洋縣財務主管兼政治老大努基·湯普森，向努基展示他的私酒業務。米奇告訴努基，他預計每週會生產2000箱。他和努基的司機吉米·達摩狄扭打起來，直到努基將打鬥制止。吉米後來向禁酒探員尼爾森·范奧登通報關於米奇的生意，以便向米奇報復。范奧登突襲米奇的生意，逮捕了他。努基將米奇的業務交給了非裔美國黑幫Chalky White。
米奇說服Chalky的競爭對手D'Alessio兄弟去殺害Chalky並給他們描述Chalky的帕卡德汽車。他們追踪汽車，但錯誤地殺死了Chalky的司機，而不是Chalky本人。米奇說服D'Alessio兄弟在光天化日之下在海濱大道上搶劫選區老大。他後來加入他們與阿諾·羅斯汀進行交易。

### 第二季
在第二季中，米奇加入了吉米·達摩狄與艾爾·卡彭、查理·盧西安諾和邁爾·蘭斯基一起的一幫人，並與他們合謀殺死努基。米奇帶費城黑幫Manny Horvitz與吉米會面，並有助於說服Horvitz借錢給他們。米奇承諾，他可以在一個或兩個星期內運作業務，只要他得到酒精來再造。當吉米注意到米奇帶Horvitz來的時候，他把米奇從陽臺上拋下，把他撞到桌子上。
米奇在他們的大西洋城的新倉庫中會見吉米的其餘一幫人，以查看他們從喬治·雷穆斯購買的藥用酒精。當其他人到達時，米奇監督他的手下在一個大桶中稀釋酒精。米奇補充說，吉米試圖去殺死的Horvitz仍然是一個問題，而吉米吩咐米奇以酒來還債給他。那天較晚時，米奇與Horvitz有場緊張的會面，他把這次暗殺企圖歸咎於瓦克西·戈登。不過Horvitz不相信他，並且歐打了他。
當吉米在他妻子遇害後突然消失時，米奇在費城賣掉他所有的酒。蘭斯基在他的筆記本上記錄數字。卡彭吩咐米奇出售吉米的部分存貨，並把自己的一份支付給吉米。當米奇抗議時，盧西安諾提醒他說，羅斯汀對他持有保險合同；如果米奇不按照吩咐行事，盧西安諾會殺了他，並與卡彭分攤保險金。被威脅的米奇接受了這筆交易。然而，他後來找范奧登，並出賣他的合夥人，給他下次會議的地點。作為對這一消息的回報，米奇要求拿取警方沒收一半的錢。但是，當范奧登在逃避謀殺指控而被迫逃離州份時，米奇希望獲得巨額利潤落空了。為了渴望得到工作和保護來對抗他的前合夥人，米奇開始為努基工作。

### 第三季
到了第三季，米奇為努基工作，在努基的其中一個酒倉庫中擔任幫派老大。他與努基審問偷他一些酒的小偷，努基向小偷解釋說，米奇才是這次偷盜的罪魁禍首，因為他外出時無人看管這些酒。努基的弟弟Eli由米奇直接管理下工作，對Eli非常惱怒。米奇在倉庫裡逞威風，有一次他聲稱殺死了Horvitz，嚇倒他的一名搬運工。這些傳播米奇殺死Horvitz的說話使真正殺他的理查·哈洛生氣。哈洛綁架米奇，把他帶到努基面前，用槍口逼他承認他說謊。
面對來自努基的競爭對手吉普·羅賽迪的封鎖，米奇決定將一隊運載努基的酒的卡車車隊穿過塔博爾高地的小鎮來運送出去。他駁斥Eli說這是陷阱的警告。果然，羅賽迪的幫派伏擊車隊，殺死了幾個努基的手下，然而，米奇和Eli卻能夠逃脫了。

### 第四季
第四季中，米奇管理努基的主要倉庫。當努基的侄子Willie試圖用他的方法誘使獲得一瓶威士忌來參加派對時，米奇責備他並把他扔出去。不過，一會兒後，他同情這個男孩，把一瓶給了他。在這樣做的時候，他不知不覺地布置了以Willie面臨謀殺指控而結束的一連串事件。
米奇陪同努基前往佛羅里達州的坦帕，努基在那裡有意投資土地。在那裡，他們都遇到了地下酒吧的老闆Sally Wheet，而米奇立即對她存心不良。Sally更喜歡努基，但是為了讓他吃醋，她與米奇公然調情。然而，當她正準備與米奇上床的時候，努基用米奇取走他的前男僕Eddie Kessler的手杖來打了他的額頭，這給了Sally深刻印象，並嚇到米奇打退堂鼓。

### 第五季
當努基在古巴的哈瓦那時，邁爾·蘭斯基嘗試殺害他但失敗了。當努基回到大西洋城的時候，米奇正在管理他的私酒業務，以及Chalky White的前餐廳（現在是脫衣舞夜總會）。
米奇和努基與紐約黑手黨「教父」（老大的老大）薩爾瓦托雷·馬蘭扎諾的助手在一場血腥的幫派戰爭中對付盧西安諾。米奇告訴努基和馬蘭扎諾，盧西安諾已經燒毀了他們的四輛卡車，失去了超過10萬美元。努基讓米奇去紐約綁架盧西安諾的伙伴本傑明·西格爾，目的是為了強行打開會面並結束這場長期爭執。在會面開始之前，努基給了米奇他脫衣舞夜總會的名稱和全面的所有權，還有在這裡賺取的每個利潤的百分之五。當盧西安諾說他想要努基所擁有的一切，包括脫衣舞夜總會時，米奇試圖勸說盧西安諾，但沒有用；盧西安諾向他的喉嚨開槍，殺死了他。

## 原型
米奇·道爾是粗略基於扎根在費城的波蘭裔美國黑幫和私酒販米奇·達菲而創作出來的，他也於1931年在大西洋城被殺死。

## 反響
保羅·斯帕克斯在2013年、2014年和2015年被提名三項美國演員工會獎的電視戲劇類最佳集體演出，並在2011年和2012年憑他的角色與電視劇的其他演員兩次獲得了該獎項。

## 外部連結
- Mickey Doyle Bio （页面存档备份，存于） at HBO.com